# Джессіка Фернандес
Джессіка Фернандес (ісп. Jessica Fernández; нар. 19 липня 1979) — колишня мексиканська тенісистка.
Найвищу одиночну позицію світового рейтингу — 195 місце досягла 12 жовтня 1998, парну — 197 місце — 13 вересня 1999 року.

## Фінали ITF
| Турніри $25,000 |
| Турніри $10,000 |

### Одиночний розряд (1–2)
| Результат | Ранг | Дата           | Турнір                                 | Покриття | Суперниця    | Рахунок       |
| --------- | ---- | -------------- | -------------------------------------- | -------- | ------------ | ------------- |
| Поразка   | 1.   | 24 липня 1994  | Мехіко, Мексика                        | Тверде   | Карін Пальме | 0–6, 3–6      |
| Перемога  | 1.   | 31 липня 1994  | Монтеррей, Мексика                     | Тверде   | Сілвія Шенк  | 2–6, 7–5, 6–3 |
| Поразка   | 2.   | 22 червня 1997 | Маунт-Плезант (Південна Кароліна), США | Тверде   | Гейл Біггс   | 3–6, 6–4, 5–7 |

### Парний розряд (2–3)
| Результат | Ранг | Дата              | Турнір                       | Покриття | Партнерка         | Суперниці                        | Рахунок  |
| --------- | ---- | ----------------- | ---------------------------- | -------- | ----------------- | -------------------------------- | -------- |
| Поразка   | 1.   | 20 березня 1995   | Мулен (Іль і Вілен), Франція | Тверде   | Аартхі Венкатесан | Наталі Деші Катрін Танв'є        | 1–6, 3–6 |
| Перемога  | 1.   | 25 червня 1995    | Толука-де-Лердо, Мексика     | Тверде   | Лусіла Бесерра    | Трейсі Гаєте Рената Колбовіч     | 6–4, 6–4 |
| Перемога  | 2.   | 20 листопада 1995 | Кюрасао, Нідерланди          | Тверде   | Корнелія Ґрунес   | Х'яна Гутьєррес Ніна Ніттінгер   | 6–2, 6–1 |
| Поразка   | 2.   | 12 вересня 1998   | Мехіко, Мексика              | Тверде   | Селесте Контін    | Седа Норландер Хрістіна Пападакі | 3–6, 1–6 |
| Поразка   | 3.   | 6 жовтня 2003     | Ла-Феєтт (Алабама), США      | Тверде   | Кара Молоні-Гассі | Морін Дрейк Ліндсей Лі-Вотерс    | 2–6, 3–6 |